# Ernst Kappeler
Ernst Kappeler (* 14. Juni 1911 in Uster; † 20. Mai 1987 in Uitikon) war ein Schweizer Schriftsteller, der sich als Lehrer und Lebensberater speziell mit den Problemen Jugendlicher beschäftigte.

## Leben
Ernst Kappeler besuchte zuerst die Kantonsschule Küsnacht und liess sich darauf zum Sekundarlehrer ausbilden. Bis 1965 unterrichtete er als Lehrer in Andelfingen, Winterthur und Zürich. Dann gab er den Lehrerberuf auf und lebte als freier Schriftsteller und Mitarbeiter von Jugendzeitschriften in Uitikon bei Zürich. 1935 veröffentlichte er seinen ersten Gedichtband in deutscher Sprache; später verfasste er drei Gedichtbände in Zürcher Dialekt.
Am bekanntesten wurde Kappeler jedoch seit Mitte der 1950er Jahre, als er sich zunehmend den Problemen junger Menschen zuwandte und als ihr Berater und „journalistischer Anwalt“ tätig wurde. Im Schweizer Jugend Verlag publizierte er pädagogische Werke und Jugendbücher wie Ich finde meinen Weg (1959), Warum? Junge Menschen fragen (1967); er gab dort auch die Schriftenreihe Vertrauen heraus. Besonders bekannt wurde er mit den gesammelten Briefdokumenten Jugendlicher mit dem Titel Es schreit in mir (1979). Kappelers Dialekt-Hörspiel De Tod isch grüen wurde im Rahmen eines Wettbewerbes für Mundarthörspiele ausgezeichnet; es ist 1968 entstanden und handelt vom Suizidversuch einer Schülerin. Aus seinem Leben erzählte er 1975 in In Uster geboren und 1986 in Probezeiten.

## Auszeichnungen
- 1942: Conrad-Ferdinand-Meyer-Preis, für die Lyrik
- 1968: Schweizer Jugendbuchpreis

## Werke

### Bücher
- Versuchte Stufe. Gedichte. Rascher, Zürich 1935
- Aufbruch. Lyrische Dichtung. Oprecht, Zürich 1938
- Ein Schulmeister spricht. Acht erweiterte Radioskizzen. Oprecht, Zürich 1939
- Wort an die Jugend. Fünf erweiterte Radioskizzen. Oprecht, Zürich 1940
- Briefe an eine Mutter. Oprecht, Zürich 1941
- Der Kreis. Gedichte. Oprecht, Zürich 1942
- Ich glaube an den Menschen. Gedanken zu dieser Zeit (Volkshochschulvorträge). Oprecht, Zürich 1943
- Es Püscheli Chruut. Mundartgedichte. Kunstkamin, Winterthur 1943
- Grösse und Gefahr der Jugend. Oprecht, Zürich 1944
- Über uns die Sehnsucht. A. Vogel, Winterthur 1944, für den Kunstkamin Winterthur (als Herausgeber, mit Gedichten von Hans Reutimann und Holzschnitten von Josef Schwager)
- Wort in die Zeit. Büchergilde Gutenberg, Zürich 1945
- Neue Gedichte. Oprecht, Zürich 1945
- A der Ärde. Mundartgedichte. Oprecht, Zürich 1945
- Dass man sich erweist in seinem Geist. Oprecht, Zürich 1946
- An den Sommer. Gedichte. Oprecht, Zürich 1946
- Am Rand der Nacht. Gedichte. Bühl, Herrliberg 1947
- Der Wunderknäuel. Erzählung. Vogel, Winterthur 1948
- Vergängnis. Gedichte. Oprecht, Zürich 1951
- Du und dein Arbeitskamerad. Classen, Zürich 1952
- Oh, die heutige Jugend. Ernste und heitere Betrachtungen eines Schulmeisters. Classen, Zürich 1955
  - erweiterte Fassung  als: Jung sein mit der Jugend. Ein Buch für Eltern und Erzieher. Schweizer Jugend, Solothurn 1965
- Wäägluegere. Mundartgedichte. Classen, Zürich 1957
- Morgen ist dein Tag. Schwarz, Winterthur 1958
- Aus meiner Schulmeistermappe. Gedanken zu aktuellen Erziehungsproblemen. Brügger, Meiringen / Schule und Elternhaus, Kassel 1958
- Ich finde meinen Weg. Schweizer Jugend, Solothurn 1959
- Warensky. Novelle. Classen, Zürich 1960
- Klasse Ic. Das Streichtrio und ein ungewöhnliches Schuljahr. Schweizer Jugend, Solothurn 1961
- Der Unruhpflug. Gedichte. Classen, Zürich 1962
- Klasse IIc. Weitere Pläne des Streichtrios. Schweizer Jugend, Solothurn 1963
- Chum a d’Sunne, sing e chli! Lieder. Schweizer Jugend, Solothurn 1963
- Jung sein mit der Jugend. Schweizer Jugend, Solothurn 1965
- Jugend 13 bis 20. Fotoband. Schweizer Jugend, Solothurn 1965
- Aphorismen. Mit 3 Holzschnitten von Heinz Keller. Union (12. Solothurner Privatdruck), Solothurn 1965
- Und du. Zum Schulaustritt. Pro Juventute, Zürich 1966
- Dumme Schüler? Schweizer Jugend, Solothurn 1967
- Piloten. Mit technischen Beiträgen der Piloten. Schweizer Jugend, Solothurn 1967
- Warum? Junge Menschen fragen. Schweizer Jugend, Solothurn 1968
- Erzieher ohne Lächeln. Schweizer Jugend, Solothurn 1969
- Für Eilige. Erziehung in Kürze. Schweizer Jugend, Solothurn 1970
- Zürich. Stadt in Stunden. Classen, Zürich 1970
- Flug Fernost. Schweizer Jugend, Solothurn 1971
- Pausebrot. Gedichte, Prosa, Lieder. Classen, Zürich 1971
- Mit Dir. Gespräche mit jungen Menschen. Schweizer Verlagshaus, Zürich 1971
- Mädchen. Briefe und Tagebücher. Schweizer Jugend, Solothurn 1972
- In Uster geboren. Erinnerungsskizzen. Ex Libris, Zürich 1975
- S wird hell am Baum. Ein kleines Weihnachtsspiel. Sauerländer, Aarau 1975
- Lieber Grossvater. Zwiesprache mit einem Enkel. Classen, Zürich 1977
- Zwischenräume. Aufzeichnungen aus 4 Jahrzehnten. Ex Libris, Zürich 1978
- Es schreit in mir. Briefdokumente junger Menschen. Aare, Solothurn / Ex Libris, Zürich 1979
- Am Rand der Nacht. Ausgewählte Gedichte. Ex Libris, Zürich 1981
- Aus meiner pädagogischen Hausapotheke. Aphorismen. Schweizer Jugend, Solothurn 1982
- Guten Morgen. 70 Radiogespräche zum neuen Tag. Aare, Solothurn 1983
- Probezeiten. Aare, Solothurn 1986

### Theaterstücke
- Heiliges Brot / Der Verworfene. Kammerspiele, 1938
- Mensch dieser Zeit. Kantate, 1951
- Erde der Menschen – menschliche Erde. Kantate, 1971; Buchausgabe: Winterthur 1983

### Hörspiele/Radiosendungen
- Ein Totenspiel. Radio Beromünster, Zürich 1939
- Weihnachtsspiel, Zürich 1953
- De Tod isch grüen, Zürich 1968
- Zaahle, Fräulein!, Zürich 1976

### Schallplatten
- D Räbhügelmeitli singed. Ex Libris, Zürich 1953
- S wird hell am Baum. Ex Libris, Zürich 1955
- Neujahrslied. Ex Libris, Zürich 1956
- Züri, Zürileu. Lieder. Philips, 1956
- Wettsch gärn luschtig sy? Lieder. Ex Libris, Zürich 1971